# Archivbit
Das Archivbit (auch Archiv-Attribut) ist ein Dateiattribut, das in Microsoft-Betriebssystemen genutzt wird, um neu angelegte oder veränderte Dateien zu kennzeichnen. Datensicherungsprogrammen kann damit signalisiert werden, dass die Datei noch nicht gesichert bzw. seit der letzten Sicherung modifiziert wurde. Das Archivbit wird von den Dateisystemen der FAT-Familie, NTFS und ZFS unterstützt.
Die hier beschriebene Technologie existiert seit den frühen DOS-Zeiten (1980er) und wird üblicherweise in modernen Backuplösungen nicht mehr verwendet.

## Funktion
Wird keine vollständige Sicherung vorgenommen, sondern eine differenzielle oder inkrementelle Sicherung, muss das Backup-Programm erkennen, welche Dateien seit der letzten Sicherung verändert wurden. Die aufwendigste, aber auch präziseste Methode wäre, die aktuellen Dateiinhalte mit denen der letzten Sicherung zu vergleichen. Dieser Vorgang benötigt jedoch erhebliche Zeit und außerdem muss die letzte Sicherung dazu verfügbar sein, was z. B. dann nicht der Fall ist, wenn diese getrennt gelagert wird.
Das Archivbit soll eine einfache und vom Betriebssystem unterstützte Lösung hierfür sein, da es bei jedem Schreibzugriff gesetzt wird. Ein Sicherungsprogramm kann sich dann darauf beschränken, nur die Dateien zu sichern, bei denen das Archivbit gesetzt ist. Dabei muss es anschließend das Archivbit wieder löschen bzw. auf Null setzen, damit zukünftige Modifikationen wieder erkannt werden. Allerdings benötigt das Sicherungsprogramm bzw. das Benutzerkonto unter dem es läuft, Schreibrechte für alle Dateien, die es sichern soll. Dadurch, dass vom Sicherungsprogramm nur diejenigen Dateien archiviert werden, deren Archivbit gesetzt ist, eignet sich das Archivbit daher auch zum Ausklammern von Dateien, die nicht gesichert werden sollen. Dies ist bspw. bei Quellcode sinnvoll, der gesichert werden soll, daraus erstellte Objektdateien (*.obj) und Binaries (*.exe) in der Regel allerdings nicht, da diese aus dem Quellcode jederzeit neu erzeugt werden können und deren Sicherung unnötig Speicherplatz benötigen würde.
Das Archivbit der einzelnen Dateien wird nicht gesetzt, wenn ganze Ordner verschoben werden. Das birgt ein Konsistenzrisiko, wenn ein Backup nur anhand dieses Attributs erstellt wird.

## Unixoide Systeme
In den klassischen Dateisystemen unixoider Systeme ist etwas dem Archivbit Vergleichbares nicht implementiert. ZFS unterstützt jedoch alle Datei-Attribute von MS-Windows und daher auch das Archivbit. Um das Zusammenspiel von Windows und klassischen Unix-Dateisystemen zu gewährleisten, werden DOS-Attribute auf Unix-Dateirechten abgebildet. So erreicht Samba das Abbilden des Archiv-Attributes über die Zweckentfremdung des Executable-Bits (x-Bit). Analog dazu werden auch die Dateiattribute System und Versteckt im x-Bit abgebildet:
Entsprechende Einstellungen in Sambas Konfigurationsdatei (smb.conf):
```
map archive = yes  # x für den Eigentümer
map system  = yes  # x für die Gruppe
map hidden  = yes  # x für alle
```

Unter UNIX ist ein Backup über die Datumsattribute üblich.

## Backupstrategien und das Archiv-Attribut
Je nach Backupstrategie wird das Archivbit unterschiedlich behandelt.
- Bei der Kopie-Sicherung, also dem Brennen von Daten zu Sicherungszwecken auf CD bzw. Kopieren auf eine externe Festplatte, bleibt das Archiv-Attribut meist unverändert (eine Nutzung des Archivbits ist jedoch beispielsweise mit xcopy, xxcopy, robocopy möglich).
- Das Vollbackup sichert alle Dateien – ungeachtet deren Attribute – und setzt das Archiv-Attribut zurück.
- Die differenzielle Sicherung sichert alle Dateien, die sich seit der letzten Vollsicherung verändert haben und demzufolge über ein gesetztes Archivbit verfügen. Das Archivbit bleibt dabei unverändert.
- Das inkrementelle Backup verhält sich je nach der Umsetzung in dem jeweiligen Backup-Programm anders. So kann es sein, dass das Archivbit zurückgesetzt wird[2] oder auch nicht, wie es meist bei täglichen Sicherungen der Fall ist (Beim täglichen Backup wird das Archivbit ignoriert, da es sich am Datum orientiert).

Einzelne Programme können anstelle dieses Dateiattributs auf andere Eigenschaften zurückgreifen, z. B. Backup-Programme, die md5 oder progressive Sicherung verwenden, wo Dateiname, Datum und Größe maßgeblich sind (Wird hauptsächlich bei Enterprise-Lösungen angewendet). Generell gilt, dass moderne, professionelle Software das Archivbit zwar unterstützt, aber normalerweise nicht mehr damit arbeitet. Im unternehmerischen Umfeld werden mittlerweile Schattenkopien (z. B. Volume Shadow Copy Service, VSS), Snapshots und progressive Datensicherung angewendet.

### Grenzen
Die Steuerung von Datensicherungen über das Archiv-Attribut versagt, wenn für ein zu sicherndes System mehrere Backupwerkzeuge unabhängig voneinander eingesetzt werden sollen. Das ist besonders bei größeren Installationen häufig der Fall.
Die Nutzung des Archivbits setzt voraus, dass das lesende Backupwerkzeug das Archivbit umsetzt, also Schreibrechte hat. Wenn das Backupkonzept vorsieht, dass Schreibzugriff nur im Fall der Rücksicherung gewährt wird, kann das Archiv-Attribut nicht zum Einsatz kommen.